# HistoryLink
HistoryLink ist eine Website, die eine Enzyklopädie zur Geschichte des US-Bundesstaates Washington abbildet. Die Website hatte 2024 fast 8.200 Einträge und zog täglich etwa 4.500 Besucher an. Sie enthält 500 Biographien und mehr als 14.000 Bilder.
Die gemeinnützige Historiker-Organisation History Ink produziert HistoryLink.org und behauptet, es sei bundesweit die erste Online-Enzyklopädie zur lokalen Geschichte und zu der eines Bundesstaates, die ausdrücklich für das Internet geschaffen wurde. Gründungs-Präsident und geschäftsführender Direktor war Walt Crowley.

## Gründung
Crowley beabsichtigte 1997 eine historische Enzyklopädie für Seattle und das King County, die zum 150. Jahrestag der Denny Party, einer Gruppe US-amerikanischer Pioniere, veröffentlicht werden sollte. Seine Frau Marie McCaffrey schlug die Veröffentlichung der Enzyklopädie im Internet vor.
Die beiden gründeten zusammen mit Paul Dorpat am 10. November 1997 mit finanzieller Unterstützung von Patsy Bullitt Collins, einem Mitglied der wohlhabenden und prominenten Familie Bullitt aus Seattle, History Ink. Der Prototyp von HistoryLink.org ging am 1. Mai 1998 online und warb damit zusätzliches Geld für die formelle Veröffentlichung 1999 ein. 2003 weitete HistoryLink.org den Inhalt aus, um ganz Washington abzudecken. In der Zwischenzeit fuhr History Ink fort, sich auf die Herausgabe historischer Bücher zu konzentrieren.

## Ehrungen
Crowley und HistoryLink.org haben zahlreiche Auszeichnungen bekommen, darunter
- den History Award 2007 der Pacific Northwest Historians Guild
- den Medienpreis 2001 des Washington State Historic Preservation Office
- den Preis für das beste Langzeit-Projekt 2000 der Association of King County Historical Organizations[4]